# Praia do Pontal
Praia do Pontal est une plage de la municipalité de Florianópolis, au Brésil. Elle se situe au nord-ouest de l'île de Santa Catarina, dans le prolongement de la plage de Daniela, sur les rivages de la baie Nord.
La plage doit son nom à sa configuration en forme de pointe. Il s'agit d'une plage encore en formation, entourée d'eau sur ses deux faces et constituée en partie d'une mangrove. 